# Letiště Šugnan

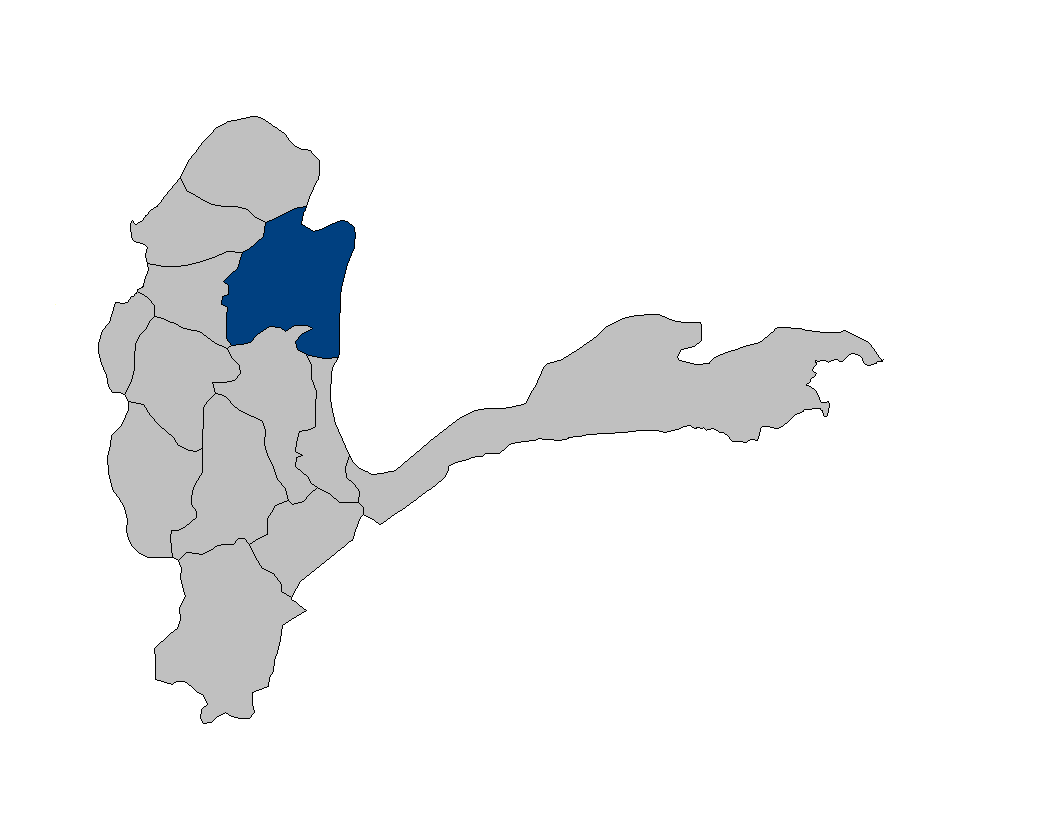
Provincie Badachšán

Letiště Šugnan (IATA: SGA, ICAO: OASN) se nachází v severovýchodní části Afghánistánu hluboko v pohoří Pamír v provincii Badachšán. Letiště je blízko hranic s Tádžikistánem; východně od letiště Šugnan se nachází tádžické letiště Chorog. Tato dvě letiště jsou od sebe vzdálena pouze 0,6 km a jsou oddělena řekou.

## Vybavení
Letiště leží v nadmořské výšce 2 042 m n. m. Má jednu ranvej se štěrkovým povrchem o rozměrech 803 m × 30,5 m.